# Малая Будница
Малая Будница — деревня в Невельском районе Псковской области России. Входит в состав сельского поселения «Лёховская волость».
Находится в 4 верстах к северо-западу от ближайшей крупной деревни Лёхово и примерно в 28 верстах к юго-востоку от города Невель.

## Население
Численность населения деревни на конец 2000 года составляла 18 жителей.
Численность населения деревни на конец 2010 составляет 11 человек.